# Teenage Mutant Ninja Turtles: Turtles Forever
Teenage Mutant Ninja Turtles: Turtles Forever ist ein US-amerikanischer Zeichentrickfilm aus dem Jahr 2009. Der Film stellt das Serienfinale der zweiten Zeichentrickserie dar, welche auf den Comics von Peter Laird und Kevin Eastman basieren, und ist zudem ein Crossover der original Mirage Comics, der ersten und der zweiten Zeichentrickserie der Teenage Mutant Ninja Turtles.

## Inhalt
Eines Nachts werden die Mitglieder des New Yorker Verbrechersyndikats Purple Dragons während eines nächtlichen Überfalles auf ein Hi-Tech Elektronikgeschäft von vier mysteriösen Schildkrötenwesen angegriffen. Dieser Angriff wird in den Nachrichten dokumentiert, und Splinter bezichtigt daraufhin seine vier Schüler Leonardo, Donatello, Raphael und Michelangelo der Unvorsichtigkeit; der einzige Haken dabei jedoch ist, dass die Vier zu dem Zeitpunkt nicht an der Oberfläche waren. Ein recht unscharfes Foto und ein Hinweis auf die Purple Dragons sind die einzigen Anhaltspunkte, die sie erhalten, und mit diesen brechen die Turtles zum Hauptquartier der Dragons auf.
Währenddessen werden Hun, dem Anführer der Dragons, die vier neuen Turtles als Gefangene präsentiert, doch merkt er sofort, dass diese vier eher kindischen Mutanten und nicht die Turtles sind, mit denen er so lange zu tun gehabt hat. Bei ihnen findet er einige Kapseln mit einem Supermutagen, und um nicht mehr Ärger am Hals zu haben, befiehlt er seinen Leuten, die Eliminierung der Gefangenen. Doch gerade da treffen die Turtles ein, befreien nach einigem Staunen ihre Doppelgänger und ziehen sich mit ihnen über die Dächer der Stadt zurück. Mithilfe von Splinter erfahren die Turtles schließlich, dass ihre Gegenstücke aus einer anderen Realität stammen, wo sie einen Kampf mit ihrer Version des Shredders ausgefochten haben und durch einen Unfall mit dem Teleporter des Technodroms in diese Welt verschlagen worden sind. Um die 1987-Turtles wieder nachhause zu bringen, entschließen sich Splinter und seine Turtles, das Technodrom zu finden.
In der Zwischenzeit aber stellen im Technodrom, das unter den Straßen New Yorks festsitzt, auch Shredder und Krang fest, dass sie sich in einer anderen Dimension befinden. Als er dann auch noch die 1987- und 2003-Turtles zusammensieht, kommt dem Shredder der Gedanke, dass es in dieser Welt auch ein Gegenstück von ihm geben muss, mit welchem er sich gegen die Turtles verbünden kann. Nach einigem Umhersuchen findet er sein Gegenstück, doch dieser stellt sich als klumpkörpriges Alien namens Ch'rell, der auch als der Utrom Shredder bekannt ist, heraus, welches sich zudem als äußerst größenwahnsinnig erweist. Doch bevor sie Ch'rell zu Studienzwecken sezieren können, bricht Karai, die Adoptivtochter von Ch'rell, in den Technodrom ein, rettet ihren Vater und rüstet den Technodrom und dessen Foot-Roboter für die Zwecke des Foot Clans neu auf. Der Utrom Shredder beschließt aufgrund der Existenz seines dimensionalen Gegenstücks, mithilfe des Teleporters des Technodroms auch den Rest des Multiversums zu erobern, doch als er sich über seine Möglichkeiten informiert, macht er eine folgenschwere Entdeckung.
Während die acht Turtles versuchen, dem Technodrom zu folgen, werden sie erneut von Hun angegriffen, welcher hinter dem Mutagen der 1987-Turtles her ist. Beim anschließenden Kampf kommt Hun mit dem Mutagen in Kontakt und mutiert zu einer riesigen Schildkröte. Die Turtles können vor ihm fliehen und verschwinden in den Katakomben der Kanalisation, während Hun ziellos im Untergrund umherirrt, bis er von Ch'rell gefunden wird. Die beiden Schurken beschließen, erneut zusammenzuarbeiten, um die Turtles zu vernichten.
Zurück in ihrem Bau, beginnen die Turtles, nach einem Weg zu suchen, um ein Tor in die Dimension ihrer Gegenstücke zu finden, um dort deren „Anti-Technodrom-Ausrüstung“ zu besorgen. Kurz bevor der „Dimensionelle Portalstock“ (eine vom 1987-Donatello umfunktionierte Taschenlampe) fertiggestellt ist, wird der Bau von Hun und den neuen Roboter Foot Ninjas angegriffen. Hun nimmt Splinter gefangen und die Turtles können sich gerade noch durch die Lampe in das Universum ihrer Gegenstücke retten. Dort angekommen, sammeln sie alles, was sie im Kampf gegen das Technodrom brauchen können, doch als sie sich für die Rückreise bereit machen, führt Ch'rell einen Angriff auf die Stadt aus, um die Turtles zu sich zu locken. Mithilfe ihrer Freunde April O’Neil und Casey Jones gelangen die acht Turtles ins Technodrom hinein und laufen dabei geradewegs in die Falle des Utrom Shredders.
Als seine Gefangenen erfahren die Turtles, was Ch'rell mit ihnen vorhat: Bei seinen Nachforschungen hatte Ch'rell feststellen müssen, dass in jedem Paralleluniversum, das das Technodrom erreichen kann, sich weitere Gegenstücke der Turtles befinden. Solange diese existieren, kann der Utrom Shredder seine Eroberungspläne nicht ausführen, weshalb er nun beschließt, die Quelle seines Übels selbst zu vernichten – die Urdimension der Turtles, von ihm „Turtle Prime“ genannt, von welcher all die anderen Parallelrealitäten entstanden sind. Um diese zu finden, beginnt Ch'rell die dimensionale Struktur der Turtles auseinanderzubrechen, um durch deren Spur nach Turtle Prime zu gelangen; ein Prozess, bei dem die Turtles unweigerlich umkommen würden. Doch Karai, die das Gespräch belauscht hat, erkennt die Gefahr hinter diesem Plan – dass nämlich mit der Vernichtung der Urdimension sie alle auch zugrunde gehen würden – und sabotiert das Unternehmen ihres Adoptivvaters. Zwar erhält der Utrom Shredder die Informationen, die er haben will, doch die Turtles bleiben am Leben und in der 2003-Dimension zurück.
Bald schon greifen die Aktionen des Utrom Shredders um sich, und die 2003-Dimension beginnt sich regelrecht aufzulösen. Die acht Turtles können gerade noch rechtzeitig den Portalstock vervollständigen und sich in die Urdimension, die grimmige, düstere Welt der Mirage Comics-Turtles, begeben. Sie treffen schnell auf ihre hiesigen Gegenstücke, und zusammen mit Karai, Splinter, dem Shredder und Krang nehmen sie alle den Kampf gegen Ch'rell auf. Obwohl der Utrom Shredder sich mit den technischen Verbesserungen seines Roboterkörpers physisch als praktisch unbesiegbar erweist, fällt er am Ende seiner eigenen Vernichtungswaffe zum Opfer, worauf die in der Auflösung begriffenen Paralleldimensionen sich wieder vollständig erholen. Die Turtles und ihre Verbündeten trennen sich mit einem neuen Einverständnis und kehren in ihre Heimatwelten zurück, während die Mirage Turtles in der Nacht verschwinden. Der Film endet mit einer Szene in einem Zeichenstudio, wo die frischgebackenen Comiczeichner Peter Laird und Kevin Eastman gerade den letzten Touch auf das Cover ihres neuen Comics gelegt haben und sich fragen, ob aus ihrem Projekt überhaupt ein Erfolg wird.

## Das Turtle Multiversum
Während des Filmes werden 3 verschiedene Universen besucht, welche alle die drei großen Dekaden des TMNT Franchises darstellen:
- Universum #1 ist im Serienuniversum der 4Kids Entertainment Serie angesiedelt.
- Universum #2 ist im Serienuniversum der Fred Wolf Serie angesiedelt.
- Universum #3 ist im Comicuniversum der original Mirage Comics angesiedelt auf dem die beiden Serien basieren.

Außerdem werden noch weitere Universen kurz gezeigt, als Ch'rell den Turtles über Turtle Prime und das Multiversum erzählt, darunter finden sich:
- Das Filmuniversum der ersten drei Ninja Turtles Realfilmen.
- Das Filmuniversum des computeranimierten TMNT-Filmes.
- Das Serienuniversum der zweiteiligen japanischen Teenage Mutant Ninja Turtles-OVA „Mutant Turtles: Chōjin Densetsu-hen“.
- Ein Universum zu der Folge „Same As It Never Was“ der 4Kids Entertainment Serie, in welchem Donatello eine apokalyptische Zukunft besucht.
- Diverse Universen zu den vielen verschiedenen Comics, welche seit den 1990er Jahren veröffentlicht wurden, unter anderem eine Superheldenvariante (genannt die „Super Turtles“).

Die Umstände, unter denen Ch'rell vom Shredder und Krang aufgefunden wird, werden in der Doppelfolge der dritten Staffel der 2003 Zeichentrickserie, „Exodus“, angesprochen, die im Deutschen bisher nicht veröffentlicht wurde.

## Besetzung
- Michael Sinterniklaas als Leonardo des 4Kids Universum.
- Wayne Grayson als Michelangelo des 4Kids Universum.
- Sam Riegel als Donatello des 4Kids Universum.
- Greg Abbey als Raphael des 4Kids Universum.
- Darren Dunstan als Splinter des 4Kids Universum.
- Marc Thompson als Casey Jones des 4Kids Universum.
- Veronica Taylor als April O’Neil des 4Kids Universum.
- Scottie Ray als Ch'rell/Shredder des 4Kids Universum.
- Greg Carey als Hun.
- Karen Neil als Karai
- Dan Green als Leonardo des Fred Wolf Universum.
- Johnny Castro als Michelangelo des Fred Wolf Universum, sowie auch Rocksteady.
- Tony Salerno als Donatello des Fred Wolf Universum.
- Sebastian Arcelus als Raphael des Fred Wolf Universum.
- David Wills als Splinter des Fred Wolf Universum und Shredder des Mirage Universum.
- Rebecca Soler als April O’Neil des Fred Wolf Universum.
- Load Williams als Shredder des Fred Wolf Universum.
- Braford Cameron als Krang, Bebop und Michelangelo des Mirage Universum.
- Jason Griffith als Leonardo des Mirage Universum.
- Pete Capella als Donatello des Mirage Universum.
- Sean Schemmel als Raphael des Mirage Universum.
- Peter Laird als er selbst.
- Kevin Eastman als er selbst.

## Hintergrund
- Der Film wurde zu Gunsten des 25-jährigen Jubiläums der Teenage Mutant Ninja Turtles von 4Kids Entertainment und den Mirage Studios produziert
- Uraufgeführt wurde der Film auf der San Diego Comic Con im Juli 2009